# Pál András (labdarúgó)
Pál András (Budapest, 1985. augusztus 19. –) magyar labdarúgó. Jelenleg a Csep-gól FC csatára.

## Pályafutása
A 2002–2003-as bajnokság közben került fel az NB II-es Vasas felnőtt keretéhez Csábi József edzősködése idején. Félévkor azonban csődbe ment a klub, ezért kizárták az NB II-ből. Ekkor szerződött az MTK-hoz, ahol mindjárt kölcsönadták a szintén másodosztályú Bodajk FC-nek. Az MTK felnőtt csapatához 2005-ben került, a 2005. július 30-án a REAC ellen debütált az élvonalban, mindjárt kezdőként. Első gólját 2007-ben a ZTE ellen szerezte. 2010. május 10-én mesternégyest szerzett az Újpest ellen, a Nemzeti Sporttól 10-es osztályzatot kapott.

## Sikerei, díjai
- Magyar bajnokság
  - bajnok: 2007–08

## Külső hivatkozások
- Pál András adatlapja a HLSZ.hu-n (magyarul)
- Profil a footballdatabase.eu-n (angolul)